# Valéria Barros
Valéria Aparecida Barros (Uberlândia, 6 de junho de 1968) é uma cantora e compositora brasileira, que dedica principalmente ao gênero sertanejo.
Diva dos modões, a cantora sertaneja Valéria Barros tem uma das vozes mais marcantes e de timbre inconfundível da música nacional. Consagrada como uma das figuras femininas mais importantes nas últimas décadas no cenário sertanejo, Valéria Barros começou na música aos 9 anos e ficou conhecida nacionalmente por integrar o duo As Mineirinhas. Depois de uma década nos vocais de apoio de Guilherme & Santiago, a mineira resolveu retomar a carreira como cantora e lançou o segundo DVD da carreira, Amigos e Modões, que chegou às plataformas de áudio e de vídeo em junho de 2018.

## Biografia
Ainda quando somente sonhava em assistir de perto os grandes artistas, Valéria Barros tinha como inspiração musical o Trio Parada Dura e a dupla Milionário & José Rico, ídolos que a mineira pôde anos mais tarde se tornar amiga, dividir o palco e que até hoje compõem o repertório dela, que preza pela boa música sertaneja. Já quando começou a carreira como cantora, foi nas precursoras da música sertaneja feminina As Galvão que buscou suas principais referências. Anos mais tarde, também encontrou nas companheiras Jayne, Fátima Leão e Roberta Miranda suas principais inspirações.
Foi essa base sertaneja que moldou o talento nato da mineira ao longo de sua de carreira. Impossível falar de mulheres na música sertaneja e não lembrar de Valéria Barros e sua importante passagem pela dupla As Mineirinhas. O duo surgiu após uma participação das duas primas em um programa regional de Uberlândia (MG), cidade natal de Valéria Barros, que era um grande sonho de criança da cantora. A apresentação, na época como Mineira e Mineirinha, foi tão surpreendente que elas foram contratadas pela gravadora Copacabana, quando Valéria tinha apenas 9 anos.
Valéria Barros integrou a dupla por 25 anos e, ao lado de Sandra, se consagrou como uma das duplas mais importantes de todas as gerações sertanejas. “Foi toda a base e estrutura da minha vida e aprendizado. Vivi grandes e únicos momentos com a dupla As Mineirinhas, ao lado da minha parceira Sandra. Essa nossa história ficará para sempre perpetuando na nossa música sertaneja”, conta Valéria. Da época em que integrou a dupla lançou dez álbuns, sendo cinco LPs e cinco CDs, além de três coletâneas.
O primeiro sucesso com As Mineirinhas foi “Menina Apaixonada”, que teve repercussão regional e começou a despontar as cantoras para outros estados. Em seguida, as músicas “Briga com Ela”, que é uma versão do hit internacional “Rebel in Me”, de Jimmy Cliff, e “Só Quero te Dizer” alavancaram as cantoras para todo o Brasil e renderam discos de ouro e um reconhecimento nacional. Com repertório romântico, as belas morenas esbanjavam beleza e sensualidade em suas apresentações pelo país e nos programas de TV.
Ao finalizar o ciclo como cantora da dupla As Mineirinhas, passou a integrar a equipe da dupla Guilherme & Santiago, onde se apresentou como backing vocal por dez anos. Passados dois anos como vocal, surgiu o convite da dupla em questão para gravar a música “Porque Brigamos?”, que foi um grande sucesso. Foi quando ainda estava nos vocais de Guilherme & Santiago que gravou informalmente um DVD em 2009, chamado Valéria e Amigos.
Em 2014, se sentiu segura para trilhar seu caminho solo. Foi neste mesmo ano que lançou o CD Valéria Xonado e Chorado, que entre os sucessos teve a inédita “Não Mereço Essa Vida” como destaque.
Com uma bagagem musical de quase quatro décadas, Valéria Barros completou em 2018 quatro anos de trajetória solo, admirando a força e coragem das revelações femininas do sertanejo. “Vejo o espaço que as mulheres ganharam nos últimos anos com alegria, prazer e orgulho”, diz a mineira, que destaca Marília Mendonça como uma das grandes cantoras da atual geração. “Na minha época era muito difícil para a música sertaneja e cantar sertanejo era um mercado muito fechado. Imagina para a mulher então. Havia muita discriminação e hoje, graças a Deus, o mercado está aberto e receptivo para essa nova geração”, complementa.
Em junho de 2018, Valéria Barros lançou o segundo DVD da carreira, Amigos e Modão, que foi gravado em Goiânia (GO) no final de 2017, sob direção de Anselmo Troncoso e produção musical de Maestro Pinocchio.
Para este álbum, a cantora contou com participações mais do que especiais de Leonardo, Eduardo Costa, Trio Parada Dura, Gusttavo Lima, Santiago, Bruna Viola e Bruno & Marrone. Valéria Barros ainda dividiu o palco com sua mãe, Eleuza.
Com 21 faixas, o DVD Amigos e Modão trouxe inéditas, mas, claro, destacou clássicos como “Apaixonado (Moreninha Linda)”, “Só Dá Você em Minha Vida” e “Castelo de Amor”, que Valéria regravou com participação do Trio Parada Dura.
O primeiro single lançado do DVD foi a faixa “Alcoolizando Sentimento”, que Valéria Barros gravou com a participação de Bruno & Marrone. Dos mesmos compositores – Rafael Silva Borges, Diego Henrique da Silveira Martins e Waléria Leão – a também inédita “O Copo Esvaziando” foi uma das apostas do repertório. Fã assumido de Valéria Barros, Eduardo Costa dividiu o vocal de “Não Preciso de Você”, enquanto Leonardo participou da música “Noite Triste”. A mineira cantou com Gusttavo Lima “Não Tem Adeus Quando se Ama”, e com Bruna Viola regravou “Ô de Casa Ô de Fora”. Santiago, que faz dupla com Guilherme, subiu ao palco com Valéria Barros para cantar “Quebradas da Noite”. Já as faixas “Sofrendo Calado” e “Quem Ama Perdoa” tiveram a participação de Eleuza, a mãe de Valéria Barros.
O álbum teve todos os áudios disponibilizados nas plataformas digitais para streaming e download no dia 8 de junho, enquanto os vídeos do DVD foram divulgados faixa a faixa no canal oficial de Valéria no YouTube.

## Discografia

### Carreira solo
- 2009 - Valéria e Amigos
- 2014 - Valéria Xonado e Chorado
- 2018 - Valéria Barros - Amigos e Modão

### As Mineirinhas/Sandra & Valéria
- 1982 - Menina Apaixonada
- 1985 - Totalmente Apaixonada
- 1988 - As Mineirinhas
- 1991 - Sandra & Valéria (As Mineirinhas)
- 1994 - As Mineirinhas
- 1996 - As Mineirinhas
- 1997 - As Mineirinhas
- 1999 - As Mineirinhas
- 2001 - As Mineirinhas
- 2005 - As Mineirinhas